# Караново (Бургасская область)
Караново (болг. Караново) — село в Бургасской области Болгарии. Входит в состав общины Айтос. Находится примерно в 7 км к юго-западу от центра города Айтос и примерно в 28 км к северо-западу от центра города Бургас. По данным переписи населения 2011 года, в селе  проживало 409 человек.

## Население
| Год     | 1934 | 1946 | 1956 | 1965 | 1975 | 1985 | 1992 | 2001 | 2011 |
| ------- | ---- | ---- | ---- | ---- | ---- | ---- | ---- | ---- | ---- |
| Жителей | 1169 | 1175 | 972  | 1161 | 1162 | 1079 | 996  | 731  | 409  |

| Национальность | Человек | Процент |
| -------------- | ------- | ------- |
| болгары        | 325     | 85,53%  |
| цыгане         | 4       | 1,05%   |
| Всего ответов  | 380     |         |

|  |